# Clara Haberkamp

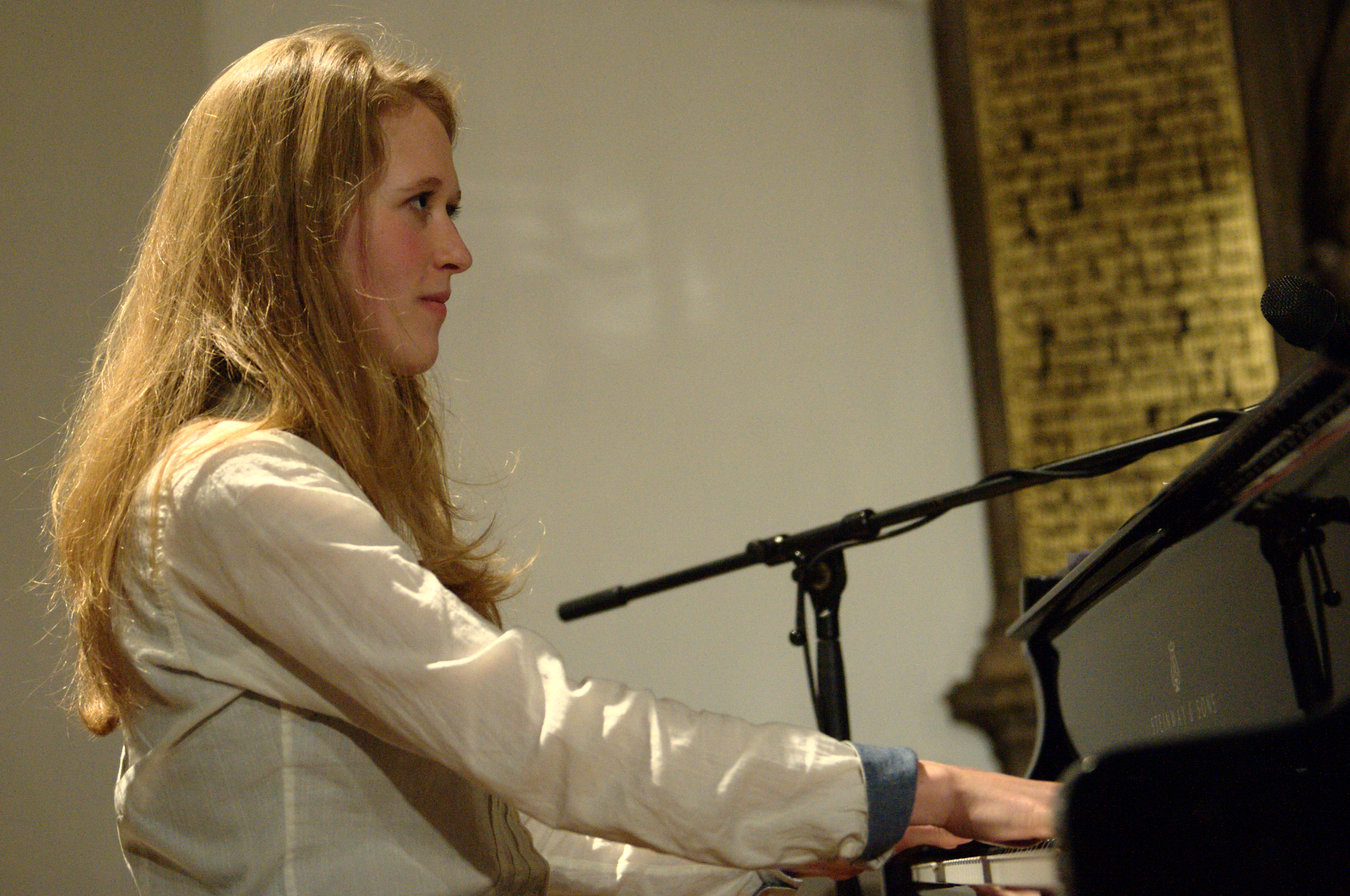
Clara Haberkamp bei einem Konzert mit ihrem Trio am 1. Februar 2014 in der Stadtkirche Darmstadt

Clara Haberkamp (* 1989 bei Unna) ist eine deutsche Jazzmusikerin (Piano, auch Gesang, Komposition).

## Leben und Wirken
Haberkamp, deren Eltern die Jazzmusiker Thomas und Ilona Haberkamp sind, gewann mehrfach zwischen 1998 und 2006 bei den Wettbewerben Jugend jazzt und Jugend musiziert auf Landesebene. Zwischen 2006 und 2009 war sie Mitglied im Jugendjazzorchester NRW; Tourneen mit dem Ensemblie führten sie nach Südostasien, Malta, Israel und Estland. 2012/13 gehörte sie als Pianistin zum Bundesjazzorchester. Von 2009 bis 2013 studierte sie Klavier am Jazz-Institut Berlin bei Hubert Nuss, Wolfgang Köhler, Susanne Grützmann, David Friedman, Greg Cohen und John Hollenbeck. Parallel zum Studium nahm sie weiterführenden Unterricht in Gesang und Komposition. 2014 wechselte sie für ihr Masterstudium im Fach Komposition an die Hochschule für Musik und Theater Hamburg zu Wolf Kerschek. Dort konnte sie 2017 ihre Kompositionen mit der NDR Bigband aufnehmen.
2012 erschien ihr Solo-Album One Hundred Dreams bei dem Label „Edition Longplay“ auf Vinyl. Im selben Jahre folgte das Debütalbum des Clara Haberkamp Trios nicht rot, nicht weiß, nicht blau bei Laika Records. 2013 ging Haberkamp mit Schauspieler und Sänger Gustav Peter Wöhler und seinem deutschsprachigen Programm „Wegen Mir“ auf Tournee. Seit 2012 spielte und tourte sie mit der Liedermacherin Susanne Betancor. Das zweite Album des Clara Haberkamp Trios You Sea! erschien 2015, das dritte Album Orange Blossom 2016 bei Traumton. 2018 folgte das Soloalbum Neon Hill, auf dem sie allein am Klavier komplexe Songs sang.
Auf dem Album Reframing the Moon (2021) verzichtete Haberkamp auf Gesang und spielte nur Klavier bzw. Fender Rhodes im umbesetzten Trio mit dem Kontrabassisten Oliver Potratz und wiederum Schlagzeuger Tilo Weber. Die CD überrascht im Vergleich zu früheren Werken „durch die deutlich freieren Töne, die Haberkamp in ihrem Klangspektrum auslotet, ohne dabei ihren harmonischen Kosmos zu verlassen.“ Das Album Plateaux (2024) des Clara Haberkamp Trios, zu dem nun neben dem Kontrabassisten Oliver Potratz am Schlagzeug Jarle Vespestad gehört, wurde von der Kritik für Haberkamps „kluges“ und zudem „aus der Jazztradition schöpfendes Spiel“ gelobt: „Voller unerwarteter harmonischer Wendungen entfaltet es einen intellektuellen Sog emotionaler Nuancen und feinster Stimmungen.“
Weiterhin spielte sie im Trio Saskya mit Anna-Lena Schnabel und Lisa Wulff und war Mitglied des „David Friedman Generations Quartets“, mit dem sie als Pianistin zwei Alben veröffentlichte.

## Preise und Auszeichnungen
2011 gewann Haberkamp mit ihrem Trio den Förderpreis der Jazz Baltica.